# Milton Frome
Milton Frome (* 24. Februar 1909 in Philadelphia, Pennsylvania; † 21. März 1989 in Woodland Hills, Los Angeles, Kalifornien) war ein US-amerikanischer Schauspieler in Film und Fernsehen.

## Leben und Karriere
Der 1909 in Philadelphia im Bundesstaat Pennsylvania geborene Milton Frome begann seine Darstellerlaufbahn bereits in den 1930er Jahren mit einigen Kurzfilmen. Seine erste namhaftere Kinorolle als Lieutenant O’Malley spielte er aber erst 1955 neben Jerry Lewis in der Komödie Man ist niemals zu jung. In den folgenden Jahren sah man ihn dann erneut in verschiedenen Jerry Lewis-Filmen, unter anderem in Wo Männer noch Männer sind, Besuch auf einem kleinen Planeten Aschenblödel, Der verrückte Professor, Der Ladenhüter, Der Tölpel vom Dienst, Das Familienjuwel oder Das Mondkalb. Darüber hinaus wirkte er als Schauspieler in den 1960er und 1970er Jahren in Filmproduktionen wie Meisterschaft im Seitensprung, Das Buch Ruth, Eine kitzlige Sache, Bye Bye Birdie, Batman hält die Welt in Atem, Chicago-Massaker, Der Mann in Mammis Bett, Der Retorten-Goliath oder in Zotti, das Urviech mit.
Frome spielte ferner von 1950 bis 1982 zahlreiche Fernsehrollen, unter anderem hatte er Auftritte in Episoden von namhaften Serien, darunter: Twilight Zone, Tausend Meilen Staub, Mr. Ed, 77-Sunset-Strip, Auf der Flucht, Mein Onkel vom Mars, Batman, Bezaubernde Jeannie, Verliebt in eine Hexe, Big Valley, Der Chef, Alias Smith und Jones, Columbo, Cannon, Die Straßen von San Francisco, Adam-12, Kung Fu, Notruf California oder Police Story.

## Filmografie (Auswahl)

### Kino
- 1955: Man ist niemals zu jung (You’re Never Too Young)
- 1956: Wo Männer noch Männer sind (Pardners)
- 1958: Die jungen Löwen (The Young Lions)
- 1960: Besuch auf einem kleinen Planeten (Visit to a Small Planet)
- 1960: Meisterschaft im Seitensprung (Please Don’t Eat the Daisies)
- 1960: Das Buch Ruth (The Story of Ruth)
- 1960: Aschenblödel (Cinderfella)
- 1963: Eine kitzlige Sache (A Ticklish Affair)
- 1963: Der verrückte Professor (The Nutty Professor)
- 1963: Bye Bye Birdie
- 1963: Der Ladenhüter (Who’s Minding the Store)
- 1964: Der Tölpel vom Dienst (The Disorderly Orderly)
- 1965: Eine zuviel im Harem (John Goldfarb, Please Come Home!)
- 1965: Das Familienjuwel (The Family Jewels)
- 1966: Batman hält die Welt in Atem (Batman)
- 1966: Das Mondkalb (Way … Way Out)
- 1967: Chicago-Massaker (The St. Valentine’s Day Massacre)
- 1968: Der Mann in Mammis Bett (With Six You Get Eggroll)
- 1975: Der Retorten-Goliath (The Strongest Man in the World)
- 1976: Zotti, das Urviech (Shaggy D.A.)

### Fernsehen
- 1960: Twilight Zone (Fernsehserie, 1 Episode)
- 1962: Tausend Meilen Staub (Fernsehserie, 1 Episode)
- 1962: Mr. Ed (Fernsehserie, 1 Episode)
- 1962: 77-Sunset-Strip (Fernsehserie, 1 Episode)
- 1964: Auf der Flucht (Fernsehserie, 1 Episode)
- 1964: Mein Onkel vom Mars (Fernsehserie, 1 Episode)
- 1966: Batman (Fernsehserie, 1 Episode)
- 1967: Bezaubernde Jeannie (Fernsehserie, 1 Episode)
- 1967: Verliebt in eine Hexe (Fernsehserie, 1 Episode)
- 1969: Big Valley (Fernsehserie, 1 Episode)
- 1970: Der Chef (Fernsehserie, 1 Episode)
- 1971: Alias Smith und Jones (Fernsehserie, 1 Episode)
- 1972: Columbo: Blumen des Bösen (Fernsehreihe)
- 1972–1975: Adam-12 (Fernsehserie, 3 Episoden)
- 1974: Cannon (Fernsehserie, 1 Episode)
- 1975: Die Straßen von San Francisco (Fernsehserie, 1 Episode)
- 1975: Kung Fu (Fernsehserie, 1 Episode)
- 1975: Police Story (Fernsehserie, 1 Episode)